# عصام ترشحاني
عصام ترشحاني (1944 - 29 يناير 2024) هو شاعر وكاتب فلسطيني ولد في ترشيحا بفلسطين عام 1944م. له العديد من المؤلفات، وكتب عنه وعن أعماله الكثير من الدراسات النقدية، حائز على جائزة أفضل شاعر من الأكاديمية الشعرية في أمريكا عام 2004م.

## السيرة الذاتية
ولد ترشحاني في فلسطين عام 1944م، ودرس في مدارس وكالة غوث الدولية، حاصل على إجازة في التاريخ من جامعة دمشق، عمل مديراً لفرقة عسقلان للأغنية السياسية والشعبية، وهو عضو بجمعية الشعر، وله العديد من المؤلفات الشعرية، ترجمت بعض أعماله إلي اللغة الإنجليزية والفرنسية والأسبانية. يتميز بطرحه للعديد من القضايا الإنسانية وخاصة معاناة الإنسان الفلسطيني داخل الوطن أو في الشتات.
والترشحاني عضو في اتحاد الكتاب العرب، وعضو اتحاد الكتاب والصحفيين الفلسطينيين، شارك في المهرجان الشعري التاسع والعشرون لرابطة الخريجيين الجامعيين. بدأت قصته مع الشعر بعد الهجرة من فلسطين عام 1948م مشياً على الأقدام إلي لبنان، فأراد أن يكون قلمه السلاح الذي يدافع به عن قضيته ويحافظ به على هويته.

## المؤلفات
عصام الترشحاني له العديد من الأعمال الأدبية والتي نذكر منها:

### المحموعات الشعرية:[2]
- قراءة في دفتر الرعد - شعر - بيروت 1975م.
- الغزالة تعود إلي البحر - شعر - دمشق 1977م.
- أيتها الحبيبة خذيه عاشقًا - شعر - دمشق 1979م.
- منارات لأحزان العشب - شعر - بيروت 1979م.
- دمي لن يغني لكم - شعر - دمشق 1982م.
- وكان ذاهبًا في العذوبة - شعر - دمشق 1982م.
- يوميات الوردة المحاصرة - شعر- أتحاد الكتاب العرب، دمشق 1983م
- حرب السنبلة - شعر- دمشق 1984م.
- خطوات في الأرجوان - شعر- دمشق 1988م.
- مطارحات المرأة الليليكية - شعر- دمشق 1992م
- اختلاطات البوح - شعر- أتحاد الكتاب العرب، دمشق 1993م
- رعاة الجحيم - شعر- أتحاد الكتاب العرب، دمشق 1995م
- دوران النور - شعر - اتحاد الكتاب العرب، 1997م
- مشارف الكائن -2004م.
- أشجار الغائب - 2007م.

### القصائد:[5][6]
- قصائد محترقة - مجلة الآداب ، أكتوبر 1970م
- السفر في العيون المقابلة ، مجلة الآداب، مارس 1972م
- الأرض والبنادق المعبأة، مجلة الآداب، نوفمبر 1972م
- ابتهالات للمرأة الهاربة، مجلة الآداب - فبراير 1974م
- أغنية للرفض وأخري للخروج -مجلة الآداب- يوليو 1974م
- عن الحب والموت والأنتماء - مجلة الآداب، نوفمبر 1974م
- لهب ونهر، مجلة الآداب - ديسمبر 1975م.
- فصل للموت.. فصول للتجدد، مجلة الآداب - يوليو 1978م.
- زمن العذاب - مجلة الآداب، يناير 1979م.
- البحر يقطف وردتين - مجلة الآداب، فبراير 1979م.
- دمي يحتل بركان الفدى- مجلة الآداب، يوليو 1979م.
- دمك الذي يتسلق الأبراج - مجلة الآداب ، سبتمبر1980.
- هكذا يبدا الانتماء - مجلة الآداب - يناير 1981م.
- الحلم البرتقالي- مجلة الآداب- أكتوبر 1983م.
- البندقية وحدها - مجلة الآداب- يوليو 1984م
- سنمضي إلي ما يستحق الغناء - مجلة العربي - ابريل 1993م

### المقالات[5]
- خيول الريح - مجلة الأديب - اغسطس 1969م.
- البحث عن الحب القاسي- مجلة المجلة- ديسمبر 1970م.
- صلوات فوق جسر الغربة - المجلة - فبراير 1971م
- بانتظار الفارس - الأديب - مايو 1971م.
- رحلة - الأديب - أكتوبر 1971م.
- السفر في العيون المقاتلة - المعرفة - فبراير 1972م.
- أبراج الحلم الأسود - الأقلام - أبريل 1975م
- غيمة من دخان وورد - المعرفة- مايو 1977م
- نهار الشجرة... لهب الماء - الطليعة الأدبية- سبتمبر 1979م
- كتابة فوق جدار الموت - البيان الكويتية- يناير 1981م.
- إيقاعات الفضاء المرأة - الكرمل- ابريل 1993م.
- زهرة الجمجمة - المعرفة - ديسمبر 1996م.
- مطارحات الأرق - المعرفة - مارس 2003م
- رثاء أوهام- جريدة الفنون- أبريل 2004م.
- ما يتجلي في المسكوت- البحرين الثقافية - أبريل 2008م
- زفاف الليللك - نزوي- أبريل 2009م.
- البنية الجمالية في شعر محمود درويش - البيان الكويتية - يونيو2009م
- أيقونات الوردة الموحشة - الموقف الأدبي - مارس 2011م.

## الجوائز
حصل ترشحاني من بين 2750 شاعرًا على مستوى العالم على جائزة أفضل شعر لعام 2004م التي تقدمها الأكاديمية العالمية للشعر في الولايات المتحدة، تقديراً منها لشعره المميز، وتبلغ قيمة الجائزة 20 ألف دولار وميدالية ذهبية، وأيضًا كأس فضي ضخم محفور عليه اسم الشاعر بوصفه أفضل شاعر عام 2004م

## روابط خارجية
- صفحة عصام ترشحاني على موقع أتحاد الكتاب العرب.